# 仇恨
仇恨、怨恨、瞋惡、憎惡等，與敵意、侵略性行動、不情願、厭惡、衝突、情緒上的不滿、悲傷、挫敗、激動等概念相關，是一種對某些人事物（對象）強烈而帶有厭惡和敵意（及憤怒情緒）的感覺。仇恨經常是由受傷害或受冒犯等感受所引發。
仇恨被視為愛的反面。 討厭（或厭惡）是類似仇恨的概念，但程度相較輕微甚多。
仇恨是人在自己的感情或自尊被貶抑時產生的自然反應，隨之出現的是反撲及復仇等行為傾向。哲學家大衛·休謨認為恨是一種束縛的感覺，且無法被定義。
相關現象及概念有仇外心理、厭女症、男性貶抑、反猶太主義、恐同症或種族主義等。
仇恨者的動機因其社會背景及個人因素十分多樣，難以確定、推斷和解釋。它們可以基於對透過意識形態或社會群體獲得的某物或某人的排斥，或者基於具體經驗，例如對價值觀和需求的具體違反。仇恨可以立即生起，例如由於負面體驗。
仇恨言論是一種對（他者）人性的否定，如針對特定族群（或個人）的貶抑評價、表達或敵意，通常在社交網絡、網路論壇或透過具有評論功能的其他網絡媒體，出於仇恨或傳播對某些個人或群體的仇恨而進行。

## 延伸閱讀
- The Psychology of Hate by Robert Sternberg (Ed.)
- Hatred: The Psychological Descent into Violence by Willard Gaylin
- Why We Hate by Jack Levin
- The Psychology of Good and Evil : Why Children, Adults, and Groups Help and Harm Others by Ervin Staub
- Prisoners of Hate: The Cognitive Basis of Anger, Hostility, and Violence by Aaron T. Beck
- Becoming Evil: How Ordinary People Commit Genocide and Mass Killing by James Waller